# Irmgard Griss

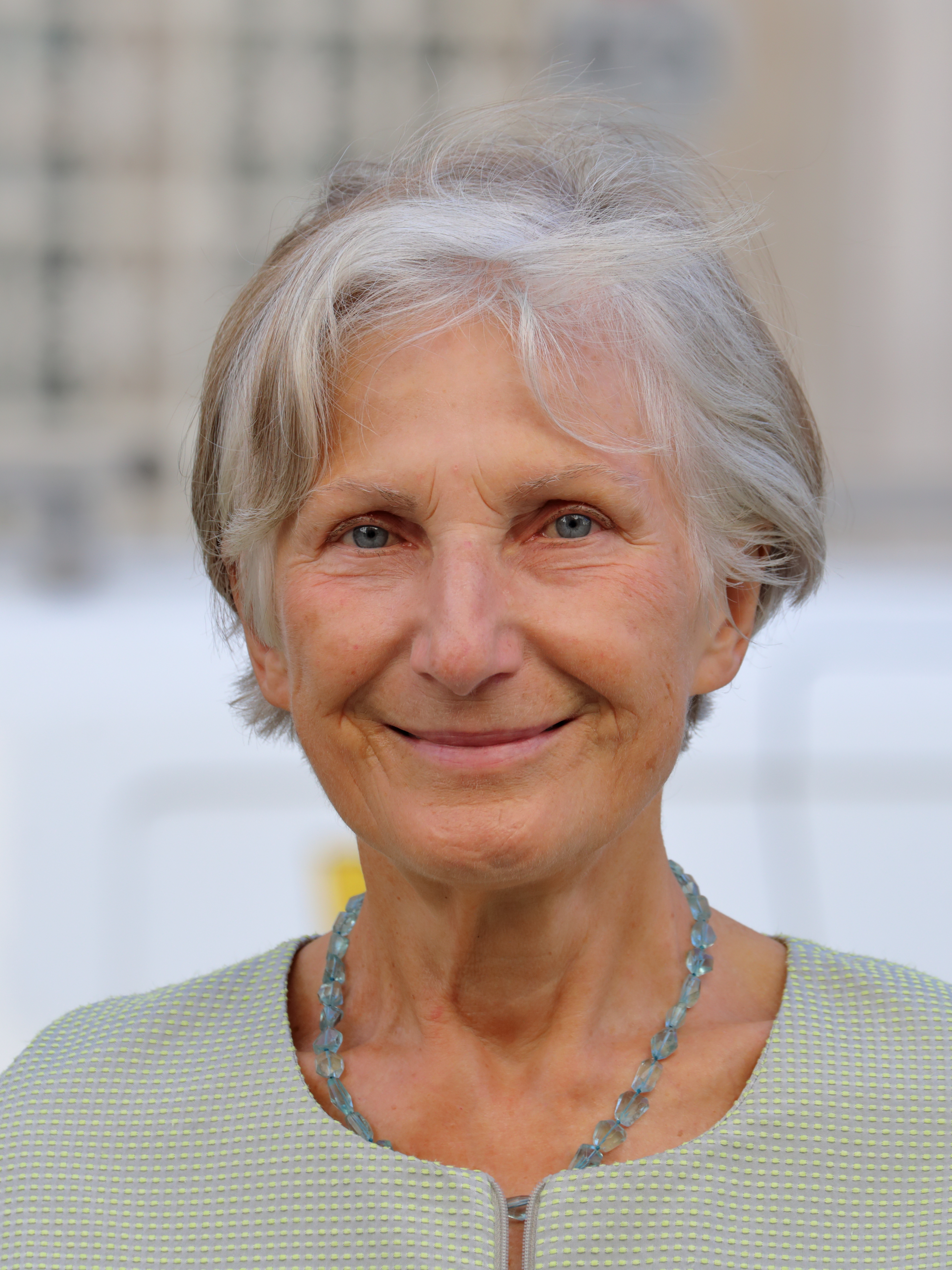
Irmgard Griss

Irmgard Griss (informell auch als Irmgard Griss-Reiterer; * 13. Oktober 1946 in Bösenbach, einem Ortsteil von Deutschlandsberg in der Steiermark als Irmgard Reiterer) ist eine österreichische Juristin und ehemalige Politikerin (NEOS). Von 2007 bis 2011 war sie Präsidentin des Obersten Gerichtshofes. Sie war die erste Frau in diesem Amt.
Bei der Bundespräsidentenwahl in Österreich 2016 trat Griss als unabhängige Kandidatin an. Bei der Nationalratswahl 2017 kandidierte sie für die Partei NEOS auf dem zweiten Listenplatz. Vom 9. November 2017 bis zum 22. Oktober 2019 war sie Abgeordnete zum österreichischen Nationalrat.

## Leben

### Herkunft und Ausbildung
Griss wurde als zweites von drei Kindern der Familie Reiterer auf dem Bauernhof vlg. Ponigl geboren. Nach der Volks- und Hauptschule in Deutschlandsberg besuchte sie als sogenannte „Fahrschülerin“ die Handelsschule und die Handelsakademie in Graz und maturierte dort 1965. Im selben Jahr inskribierte sie an der Universität Graz Staatswissenschaften und holte dafür das Latinum nach. Ihr eigentliches Berufsziel Lehrerin konnte sie „wegen stimmlicher Defizite“ nicht verwirklichen. Deshalb nahm sie 1966 an der Universität Graz das Studium der Rechtswissenschaften auf, weil es ihr „als das umfassendere Studium erschien“. Während dieser Studienzeit verbrachte sie ein Semester in Paris und war einen Sommer lang Au-pair-Mädchen in London. 1969 bis 1974 war Griss als freie Mitarbeiterin im Landesstudio Steiermark des Österreichischen Rundfunks (ORF) tätig.
1970 schloss sie mit der Promotion zum Dr. iur. ihr Studium ab und arbeitete von 1971 bis 1975 als Assistentin am Institut für Zivilgerichtliches Verfahren der Universität Graz. In diesen Jahren bewarb sie sich um ein „Frank Boas-Stipendium“ in den Vereinigten Staaten, das sie dann auch bekam. Im Studienjahr 1974/75 studierte sie postgradual an der Harvard Law School International Legal Studies, welche sie mit einem Master of Laws (LL.M.) abschloss.

### Karriere als Juristin

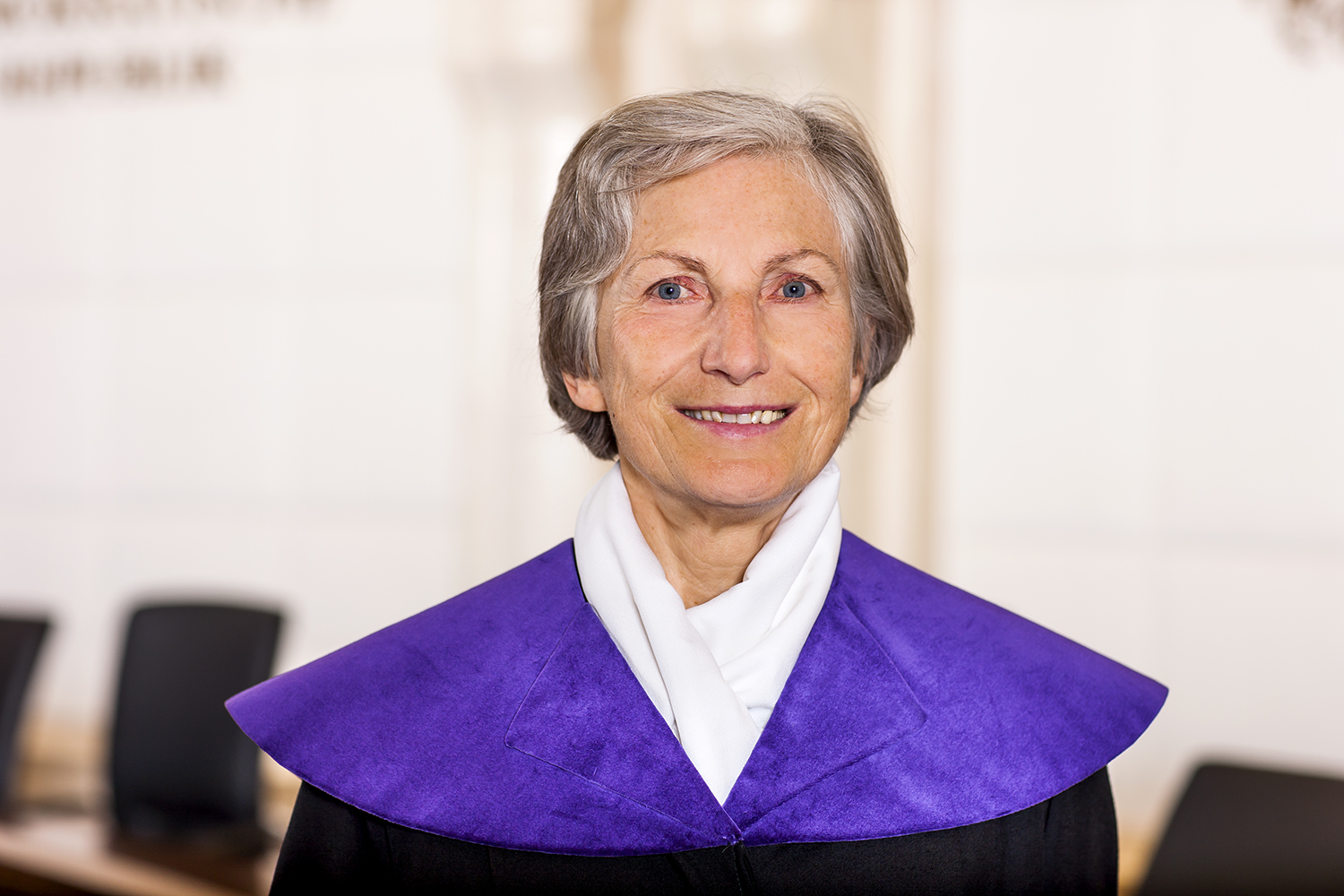
Irmgard Griss als damaliges Ersatzmitglied des VfGH (2015)

Zurück in Graz schloss Griss das Gerichtsjahr ab und ließ sich an der Universität karenzieren, um ab 1976 in Wien als Konzipientin (Rechtsanwaltsanwärterin) zu arbeiten. 1978 legte sie die Anwaltsprüfung ab. Danach entschloss sie sich, vorerst doch als Richterin tätig zu werden: „Denn ich wollte lernen, wie ein Richter denkt, um später als Anwältin bei Gericht erfolgreich zu sein.“
Von Februar 1979 bis 1980 war sie Erstrichterin am Bezirksgericht für Handelssachen Wien und von 1981 bis 1987 am Handelsgericht Wien, was sie als die schönste Zeit in ihrer Berufslaufbahn beschrieb.
1987 wurde Griss an das Oberlandesgericht Wien berufen und war dort bis 1992 als Berufungsrichterin tätig. 1993 wurde sie zur Richterin am Obersten Gerichtshof (OGH) bestellt. Anfang 2007 folgte die Ernennung zur OGH-Präsidentin, in dieser Funktion war sie bis zu ihrer Pensionierung Ende 2011 tätig. Von 2008 bis zu ihrem verfassungsmäßig vorgesehenen Ausscheiden am 31. Dezember 2016 war sie über einstimmige Nominierung durch den Bundesrat Ersatzmitglied des Verfassungsgerichtshofes (VfGH).
Von 1993 bis Ende 2013 war Griss Mitglied des Obersten Patent- und Markensenates, ab Anfang 2010 war sie dessen Präsidentin. In den Jahren 2010 und 2011 war sie Präsidentin des Netzwerks der Höchstgerichtspräsidenten der Europäischen Union. Sie ist Mitglied und Sprecherin des Senats des European Law Institute.
Im Mai 2013, nach ihrer Pensionierung (2011), wurde sie bezahlte Leiterin der damals als Pilotprojekt des Sozialministeriums neu eingerichteten Schlichtungsstelle für Verbrauchergeschäfte. Im Jänner 2015 wurde sie zur internationalen Richterin am neuerrichteten Singapore International Commercial Court berufen, mit dem Singapur „vor allem asiatischen Unternehmen eine Alternative zu internationalen Schiedsgerichten bieten“ möchte.

### Universitäre Ämter
Griss hat eine Lehrbefugnis für Zivil- und Handelsrecht als Honorarprofessorin an der Universität Graz. Diese übte sie neben ihrer Tätigkeit als Richterin aus: Einige Jahre lehrte sie in Seminaren Bürgerliches Recht sowie Handels- und Wirtschaftsrecht, sowohl an der Wirtschaftsuniversität Wien als auch später in Graz.
Von 2003 bis 2013 war sie für die Universität Graz Mitglied des Universitätsrates, von 2005 bis 2010 dessen Vorsitzende. Seit 2006 ist sie Vorsitzende der Schlichtungskommission nach § 13a Universitätsgesetz.

### Leiterin der Hypo-Untersuchungskommission
Im März 2014 wurde Griss vom damaligen Finanzminister Michael Spindelegger (ÖVP) in zweiter Wahl mit der Leitung der Untersuchungskommission zur Causa Hypo Alpe Adria (Untersuchungskommission zur transparenten Aufklärung der Vorkommnisse rund um die Hypo Group Alpe-Adria.) beauftragt. Wenngleich ihr Spindelegger zugesichert hatte, „ohne Vorgaben“ arbeiten zu können, stellte Griss jedoch schon im Vorhinein klar: „Ich höre sofort auf, wenn ich behindert werde.“ Werner Zinkl, Präsident der Richtervereinigung, sah darin keine leere Drohung: „Sollte sie das Gefühl haben, blockiert zu werden, ‚zieht sie die Konsequenzen‘.“
Der Abschlussbericht der Kommission wurde im Dezember 2014 vorgelegt. Am 17. Dezember wurde bekannt, dass alle im Verlauf der Kommission angesammelten Gesprächsprotokolle vernichtet wurden.

### Bundespräsidentenwahl 2016

#### Von der Überlegung zur Kandidatur
Griss schloss Ende 2014 eine Kandidatur bei der Bundespräsidentenwahl 2016 „nicht völlig aus“. Sie würde „darüber nachdenken“, wenn sich SPÖ und ÖVP auf sie als unabhängige Kandidatin einigen würden, das wäre jedoch „außerhalb jeder Wahrscheinlichkeit.“
Im Jänner 2015 erläutert sie, „ich würde über ein Antreten als gemeinsame Kandidatin von SPÖ und ÖVP nachdenken, sollte dieses ,achte Weltwunder’ eintreten. Damit wollte ich ausdrücken, dass alle Spekulationen, ich könnte bei der Bundespräsidentenwahl kandidieren, völlig außerhalb der Realität sind.“ In den Oberösterreichischen Nachrichten wurde das am 16. Jänner 2015 „endgültig […] als Absage“ gewertet.
Am 21. September 2015 sagte sie zu Spekulationen über eine Kandidatur von ihr: „Es ehrt mich, aber ich habe nicht ernsthaft darüber nachgedacht.“
Am 19. Oktober 2015 sagte Griss im ORF-Radio „ich bin bereit“. Sie habe sich das lange überlegt und sei bereit für das Rennen um die Hofburg im kommenden Jahr. Auf die Frage, ob sie auch Heinz-Christian Strache als Bundeskanzler akzeptieren würde, antwortete sie: „Wenn eine bestimmte Partei, die in der Lage ist, den Bundeskanzler zu stellen, die Mehrheit und das Vertrauen im Parlament findet, sehe ich nicht, wie das bei einem verfassungskonformen Handeln verhindert werden kann.“
Am 17. Dezember 2015 gab Griss schließlich via Facebook und YouTube-Video bekannt, dass sie eine unabhängige Kandidatur anstrebt.

#### Inhaltliche Ausrichtung
Irmgard Griss präsentierte am 1. April 2016 ihr Wahlprogramm, in dem sie unter anderem den Ausbau von Ganztagsschulen, eine Erbschaftssteuer und die Abschaffung des Amtsgeheimnisses forderte. In weiteren Stellungnahmen gab sie zu erkennen, auf die schwarz-blaue Koalition aus ÖVP und FPÖ (später BZÖ) zwischen 2000 und 2007 inhaltlich in vielen Punkten positiv zurückzublicken. Beim Wahlkampfthema Flüchtlingspolitik wirft Griss der österreichischen Bundesregierung Rechtsbruch vor, da sie durchreisende Asylwerber nicht registriert habe. Griss bewertete einen im Rahmen von TTIP von der EU-Kommission vorgeschlagenen Schiedsgerichtshof als positiv. Die Politologen Peter Hajek und Wolfgang Bachmayer verorten Griss als politisch „rechts der Mitte.“

#### Wahlkampfspenden und Unterstützungen
Griss erhielt bis Ende März unter allen Kandidaten die meisten Wahlkampfspenden, die höchsten davon von Vertretern aus dem Umfeld der Finanzwirtschaft und der Industrie.
Am 14. April 2016 wurde die persönliche Unterstützung durch den NEOS-Partei- und Klubobmann Matthias Strolz und durch den ehemaligen ÖVP-Parteiobmann und Vizekanzler Erhard Busek publik. Letzterem brachte dies – auch wegen seiner Kritik am Alter aller Kandidaten (auch dem Kandidaten der eigenen Partei Andreas Khol) – heftige Kritik aus den eigenen Reihen, sowie Rufe nach seinem Parteiausschluss ein. Die NEOS erklärten im März 2016 ihre Unterstützung für Griss.
Einen Tag danach schloss sich mit Herbert Kohlmaier, Nationalratsabgeordneter a. D., Ex-Generalsekretär der ÖVP und Ex-Bundesobmann des ÖVP-Arbeitnehmerflügels ÖAAB, ein weiteres ÖVP-Urgestein der (zwischenzeitlich relativierten) Empfehlung von Busek, Griss zu wählen, an.

#### griss2016.at
Bereits zu Jahresbeginn 2015 hatte ein Musiker aus Graz die Internet-Domain griss2016.at auf sich angemeldet. Er sei politisch interessiert, neugierig und er wollte sehen, was passiert. Mitte Oktober 2015 fragte Johannes Griss, der älteste Sohn von Irmgard Griss, bei dem Musiker an, ob die Domain noch verfügbar sei, man benötige sie für den Wahlkampf. Die beiden einigten sich und die Domain sei unkompliziert und ohne finanziellen Gewinn an Griss übertragen worden.

#### Wahlergebnis
Griss erreichte mit 18,9 % der Stimmen das drittbeste Ergebnis beim ersten Wahlgang der Bundespräsidentenwahl in Österreich 2016 und verfehlte die Stichwahl um weniger als 3 Prozentpunkte. Beim darauffolgenden zweiten Wahlgang unterstützte sie den als unabhängiger Kandidat angetretenen früheren Grünen-Vorsitzenden Alexander Van der Bellen, um eine Bundespräsidentschaft des FPÖ-Politikers Norbert Hofer zu vermeiden.

### Nationalratsabgeordnete & „Allianzpartnerin“ von NEOS
Bei der Nationalratswahl 2017 kandidierte sie – als „Allianzpartnerin“ von NEOS – hinter dem Parteivorsitzenden Matthias Strolz auf Platz zwei der Bundesliste von NEOS und zog daraufhin als (mit 70 Jahren – älteste) Abgeordnete in den Nationalrat ein. Im Juni 2019 kündigte sie an, bei der Nationalratswahl 2019 nicht mehr zu kandidieren. Sie unterstützte NEOS allerdings im darauffolgenden Nationalratswahlkampf. In mehreren Interviews gab sie bekannt, dass sie sich auch durchaus vorstellen könnte, ein Ministeramt zu übernehmen, wenn NEOS in die Regierung käme. Mit dem Ende der Legislaturperiode infolge der Neuwahl 2019 schied Irmgard Griss als Nationalratsabgeordnete am 22. Oktober 2019 aus.

### Leiterin der Kindeswohlkommission
Infolge einer politisch ausgetragenen Auseinandersetzung zwischen den nunmehrigen Koalitionsparteien ÖVP und Grüne in der Bundesregierung Kurz II über eine zuvor Ende Jänner 2021 nach Georgien abgeschobene Familie mit in Österreich aufgewachsenen Kindern brachte Vizekanzler Werner Kogler (Grüne) Irmgard Griss erneut auf die politische Bühne zurück. In einer Sondersitzung des Nationalrats am 4. Februar 2021 stimmten die Grünen zwar mit dem Koalitionspartner gegen Entschließungsanträge von SPÖ und NEOS, die eine Rückholung der Kinder zum Ziel hatten, gleichzeitig kündigte der Vizekanzler aber an, dass eine „Kindeswohlkommission“ unter der Leitung von Irmgard Griss eingesetzt werde. Diese solle sich mit dem Stellenwert von Kinderrechten und Kindeswohl bei Entscheidungen zum Asyl- und Bleiberecht befassen und gemeinsam mit Experten Empfehlungen erarbeiten, wie Kindeswohl und Kinderrechte in diesen Verfahren stärker berücksichtigt werden können.

### Privatleben
Verheiratet ist Irmgard Griss seit 1986 mit dem Rechtsanwalt Gunter Griss, für beide war es die zweite Ehe. Kennengelernt haben sich die beiden bereits 1969 in Paris, als Gunter, der dort ein Postgraduate-Studium absolvierte, von seiner Schwester telefonisch gebeten wurde, zwei Freundinnen, die in Paris als Au-pair-Mädchen arbeiten wollten, vom Bahnhof abzuholen und sich um sie zu kümmern. Am Bahnsteig lernte er seine spätere Frau Irmgard kennen.
Die Familie lebt in Graz. Nach eigenen Angaben im ORF hat Griss eine Wohnung in der Wiener Inneren Stadt, die sie auch als Bundespräsidentin weiterhin als Wiener Wohnsitz benutzt hätte.
Als vormalige Alleinerzieherin hat Griss ihren eineinhalbjährigen Sohn Johannes aus ihrer ersten Ehe, zu dessen Geburt sie bereits 38 Jahre alt war, in die neue Ehe mit Gunter Griss, der auch Anwalt der Thomas-Bernhard-Stiftung war, mitgebracht. Gunter Griss hatte im Zeitpunkt der Eheschließung drei Kinder im Alter von 15, 14 und 13 Jahren. Er war in den 1970er Jahren, nach der Scheidung von seiner ersten Frau, acht Jahre lang einer der wenigen alleinerziehenden Väter. Gemeinsam haben die beiden den Sohn Rudolf.
Johannes Griss, Irmgard Griss’ älterer leiblicher Sohn, ist Assistenzarzt an der „klinischen Abteilung für Immundermatologie und infektiöse Hautkrankheiten“ der Med-Uni Wien und forschender Arzt mit mehreren eigenständigen Veröffentlichungen. Der gemeinsame und jüngste Sohn von Irmgard und Gunter Griss, Rudolf Griss, studierte an der Eidgenössischen Technischen Hochschule in Zürich, übersiedelte danach nach Lausanne und gründete dort ein Startup-Unternehmen für Biomedizin. Irmgard Griss’ ältester Stiefsohn Peter ist ebenfalls Rechtsanwalt und führt die väterliche Rechtsanwaltskanzlei weiter.
Gemeinsam mit ihrem Ehemann Gunter betreibt Irmgard Griss die Dr. Griss GmbH, deren geschäftsführende Mehrheitsgesellschafterin (75 %) sie seit Oktober 2014 ist. Gegründet wurde die Gesellschaft im Dezember 1991 als Dr. Gunter Griss GmbH, als Unternehmensgegenstand ist die „Erbringung von Dienstleistungen“ eingetragen.

## TV-Moderation
Griss trat im Frühjahr 2017 in drei TV-Shows „Im Namen des Volkes“ auf Puls 4 auf. Sie spielt eine Richterin. In der ersten Sendung im April wurde ein Kopftuchverbot an Schulen diskutiert. 500 vom Meinungsforschungsinstitut OGM ausgewählte Bürger wurden während der Sendung befragt und stimmen zu 80 % pro Kopftuchverbot. In den anderen zwei Sendungen ging es um die Legalisierung von Cannabis und ob die Bundesländer zu viel Macht haben.

## Einschätzungen über Griss

### Hypo-Untersuchung
Im Zusammenhang mit ihrer Bestellung zur Leiterin der Hypo-Untersuchungskommission wurden folgende Aussagen über Irmgard Griss überliefert (hier zitiert nach Kurier im März 2014; ähnlich auch in anderen Quellen):

„‚Sie kann das. Sie ist eine unabhängige, integre und sachkundige Persönlichkeit‘, befindet Bundespräsident Heinz Fischer. ‚Sie ist eine hervorragende Juristin‘, allerorts anerkannt, sagt der Präsident der Richtervereinigung, Werner Zinkl. Konsequent und durchsetzungskräftig sei Griss. Ein anderer aus Gerichtskreisen beschreibt sie als ‚unbeirrbar von äußeren Einflüssen. Das prallt an ihr ab wie an einem Felsen.‘ Ein Anwalt formuliert es so: ‚Sie ist ein Sturschädel. Kompromisse macht sie nicht.‘“

### Politisches Bewusstsein
Irritationen lösten Griss’ Aussagen zur Zeit des Nationalsozialismus aus. So antwortete sie in einem als „Alternativtest“ geführten Interview in der Wochenzeitung Falter auf eine Frage nach ihrem Geschichtsbewusstsein: „Es war nicht so, dass die Nazis von Anfang an nur ein böses Gesicht gezeigt hätten.“
In der Presse setzte sich die Journalistin Anneliese Rohrer in ihrer Kolumne Quergeschrieben mit Griss’ Aussage auseinander und übte anhand dieser Systemkritik: „Würden solche Gedankengänge heute von den viel vorsichtiger gewordenen FPÖ-Politikern publik, wäre dann auch der Teufel los wie in den 1990ern? Oder sind wir auch da abgestumpft?“ […] „Sehen Sie, wohin uns das gebracht hat? In ein System, das von vielen zutiefst abgelehnt wird“:

„Griss’ Aussage im Interview entfachte ein Lüfterl in den sozialen Medien, weder Shit noch Storm. Im Großen und Ganzen wurde sie einfach ignoriert. Sie selbst machte mit ihren Erklärungsversuchen in der ‚ZiB 2‘ die Sache nur noch schlimmer: Die Menschen seien verführt worden. Was haben wir mit Jörg Haider aufgeführt, als dieser solcherart politische Seelenmassage bei potenziellen Wählern betrieben hat, indem er die Opferlüge bestätigt hat. Es war ja nicht alles schlecht. Das hören jetzt noch viele gern. Eine gewisse DNA-Botschaft in Österreich also.
[…]
[W]ir [sollten] die Worte einer Höchstrichterin, die eigentlich gewohnt sein muss, auf deren Wirkung und Konsequenz zu achten, sehr wohl auf die Goldwaage legen: Was also heißt von ‚Anfang an‘? Nur die Zeit in Österreich vom Anschluss im März 1938 bis zur ‚Reichskristallnacht‘ im November dieses Jahres? War das genug ‚Anfang‘? Oder die Ereignisse in Deutschland ab 1933? Zeigten sie das freundliche Gesicht der Nazis? ‚Mein Kampf‘ war 1932 ein Bestseller – ein Wohlfühlbuch? Laut Griss hätten die Österreicher am Anfang nichts bemerkt und seien später verführt worden.“

Abschließend attestierte Rohrer der als „Antipolitikerin“ auftretenden Griss, dass sie „leider kein ausgeprägtes Gespür für das Politische ihrer Aussagen“ hätte.

## Auszeichnungen
- 2010: Aufnahme als Ehrenmitglied in der Österreichischen Akademie der Wissenschaften.[1]
- 2011: Großes Goldenes Ehrenzeichen am Bande für Verdienste um die Republik Österreich, persönliche Überreichung durch den Bundespräsidenten am 23. Dezember 2011 anlässlich von Griss’ Pensionierung als Präsidentin des Obersten Gerichtshofs.[55]
- 2016: Großes Goldenes Ehrenzeichen des Landes Steiermark[56]
- 2021: Goldenes Doktordiplom der Universität Graz[57]

## Werke
- Reform des Schadenersatzrechts. LexisNexis ARD ORAC, 2007, ISBN 978-3-7007-3792-6.
- Einundzwanzigstes Hauptstück – Von dem Darlehensvertrage. In Kurzkommentar zum ABGB, Springer 2007, ISBN 978-3-7091-0171-1, doi:10.1007/978-3-211-71643-4_28.
- Entwurf eines neuen österreichischen Schadenersatzrechts. Springer Verlag, 2006, ISBN 978-3-211-30827-1.